# 폴리 매칭거
폴리 매칭어(Polly Matzinger)는 미국의 면역학자이다. 면역 체계의 작동 방식에 대한 위험 이론을 최초로 제시하였다. 2002년 디스커버지가 선정한 과학계에서 가장 영향력있는 여성 50인에 선정되었다.

## 같이 보기
- 위험 이론